# اولین لی
اِوِلین لِـی (انگلیسی: Evelyn Laye؛ ‏ ۱۰ ژوئیهٔ ۱۹۰۰ – ۱۷ فوریهٔ ۱۹۹۶) بازیگر و خواننده اهل بریتانیا بود. وی بین سال‌های ۱۹۱۵ تا ۱۹۸۸ میلادی فعالیت می‌کرد.
از فیلم‌ها یا سریال‌های تلویزیونی که وی در آن‌ها نقش داشته‌است، می‌توان به خانواده من و بقیه حیوانات اشاره نمود.